# Ematologia

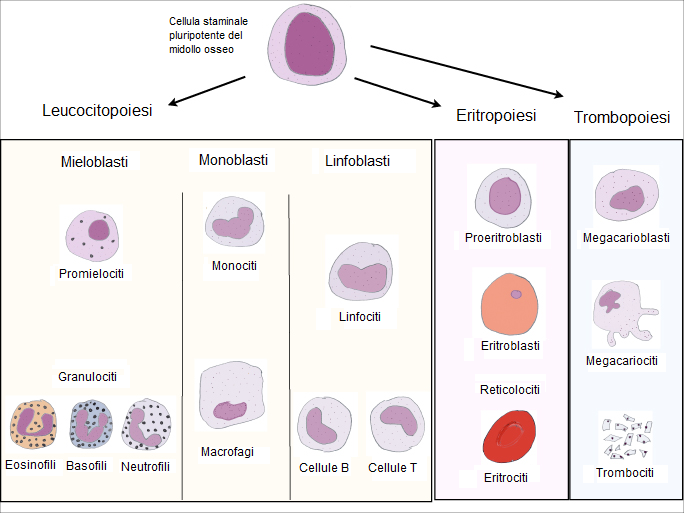
Ematologia: schema di produzione delle cellule del sangue

L'ematologia è la branca della medicina interna che si occupa del sangue e degli organi che compongono il sistema emopoietico. L'ematologo studia le cause, la diagnosi, il trattamento, la prognosi e la prevenzione delle malattie del sangue e degli organi emopoietici. 
Il termine deriva dal greco.
In particolare, si suddivide la parola ematologia in emato–, che deriva da αἶμα, αἴματος (àima, àimatos) e che significa "sangue", e –logia, che deriva da λόγος (lògos) e che significa "discorso" o "studio".

## Oggetto
Altri settori dell'ematologia riguardano:
- lo studio delle malattie dei globuli rossi e del metabolismo del ferro (anemie e policitemie);
- la coagulazione del sangue e i suoi disturbi, quali l'emofilia e la porpora;
- i disturbi dell'emoglobina (emoglobinopatie);
- lo studio delle trasfusioni e delle tecniche trasfusionali;
- lo studio del midollo osseo e dei trapianti di midollo.

## Classificazione di alcune malattie del sangue

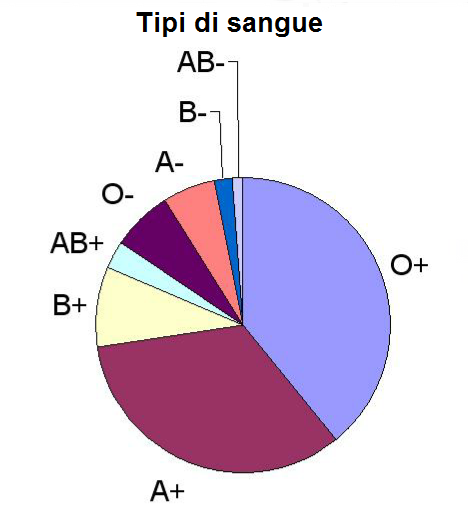
Distribuzione dei gruppi sanguigni dell'uomo

- Talassemia
- Mieloma
- Leucocitosi
- Anemia
- Leucemia
- Emofilia
- Policitemia
- Agranulocitosi
- Linfoma

### Alcune malattie infettive
- Sepsi
- AIDS
- Malaria

## Oncoematologia
Lo studio delle malattie del sangue è strettamente correlato allo studio di entità nosologiche maligne quali leucemie e linfomi. Il settore interdisciplinare che si occupa di tali condizioni cliniche è definito oncoematologia.